# Storena ornata
Storena ornata är en spindelart som först beskrevs av Bradley 1877.  Storena ornata ingår i släktet Storena och familjen Zodariidae.
Artens utbredningsområde är Queensland. Inga underarter finns listade i Catalogue of Life.